# إليك مارتينيز
إليك مارتينيز (بالإنجليزية: Alec Martinez) هو لاعب هوكي الجليد أمريكي، ولد في 26 يوليو 1987 في روتشستر هيلز في الولايات المتحدة.

## وصلات خارجية
- إليك مارتينيز على موقع دوري الهوكي الوطني (الإنجليزية)
- إليك مارتينيز على موقع قاعة مشاهير الهوكي (لاعب أن.إتش.أل) (الإنجليزية)
- إليك مارتينيز على موقع EliteProspects.com (الإنجليزية)
- إليك مارتينيز على موقع HockeyDB.com (الإنجليزية)
- إليك مارتينيز على موقع Hockey-Reference.com (الإنجليزية)